# Manuel Sayrach

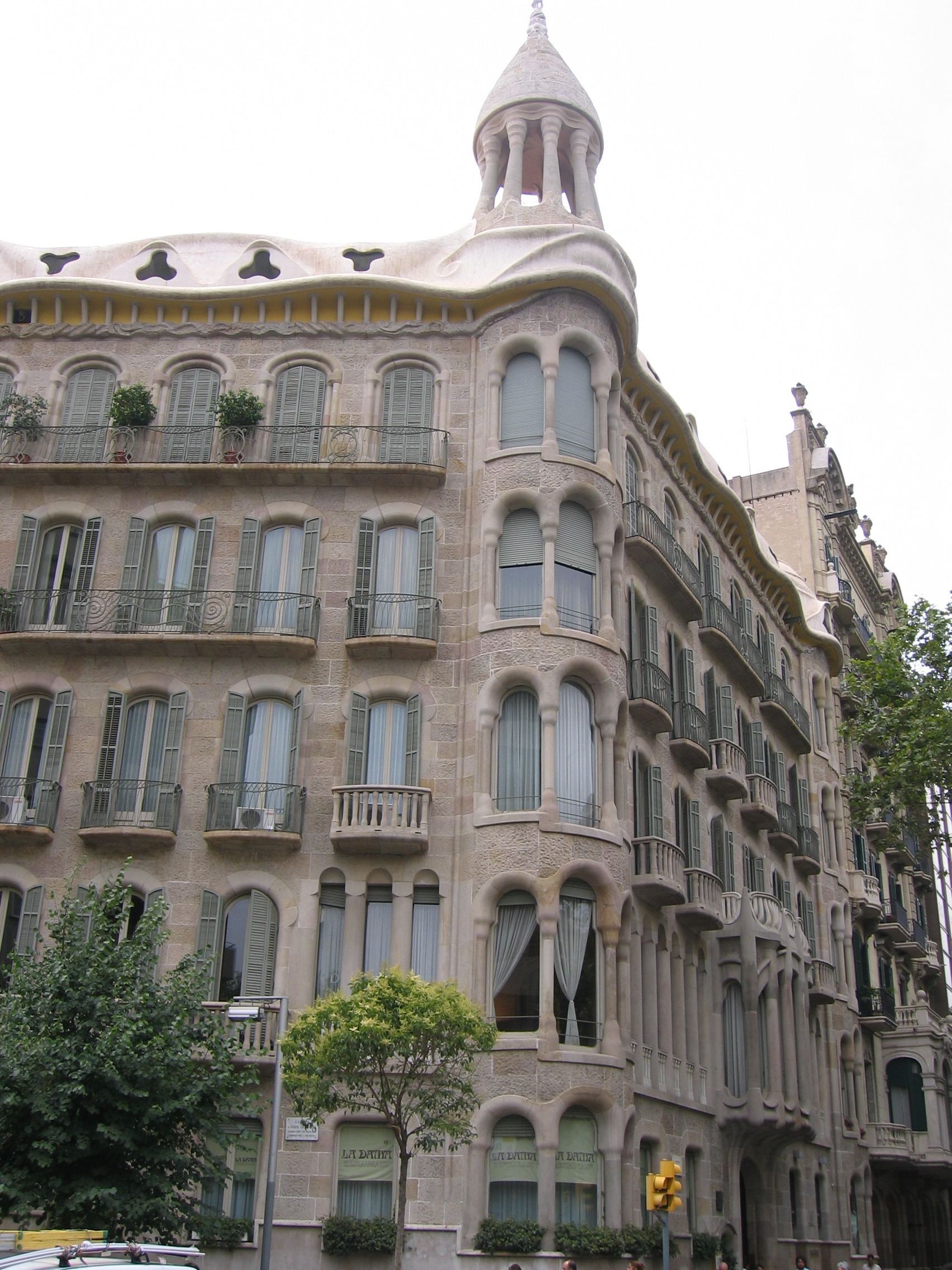
La casa Sayrach, en la Diagonal

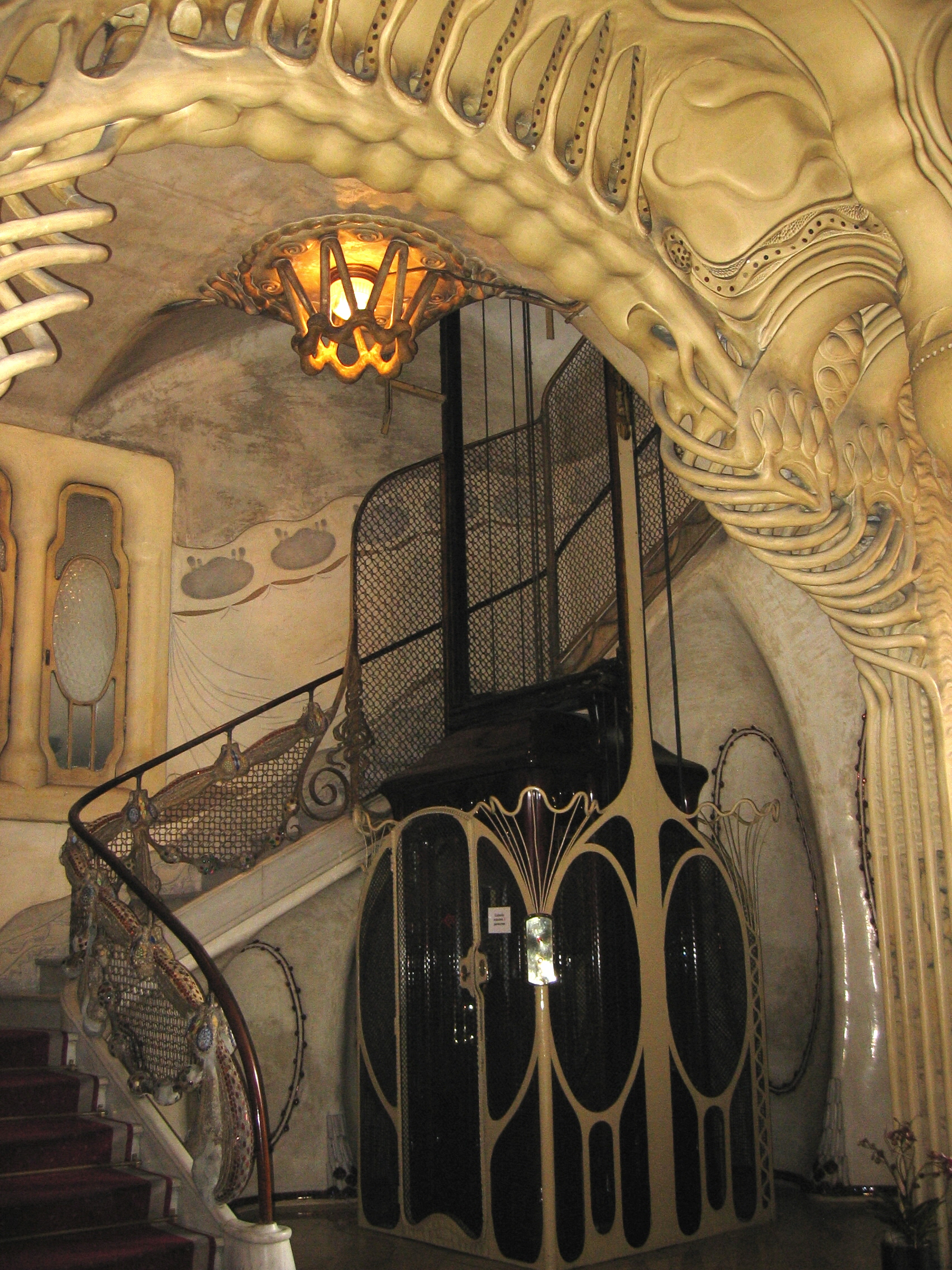
Vestíbulo de la casa Sayrach con formas de inspiración anatómica

Manuel Sayrach i Carreras (Sants (hoy incorporada a Barcelona), 1886 - San Felíu de Llobregat, 1937) fue un arquitecto modernista titulado en 1917.
Su obra arquitectónica revela la influencia gaudiniana, especialmente en aquellos aspectos ornamentales de carácter simbólico-estructural. Sus obras más conocidas son las dos casas Sayrach (Avenida Diagonal, 423-425, y calle Enrique Granados, 153-155) de Barcelona, construidas en 1918 y en 1926, respectivamente. La primera de ellas participó en el concurso anual de edificios artísticos del Ayuntamiento de Barcelona, pero no fue premiada.
Destacó también como escritor de obras dramáticas y poemas líricos.
Es el padre de los editores Manuel y Miquel Àngel Sayrach i Fatjó dels Xiprers.